# Pio Rajna
Pio Rajna (Sondrio, Valtellina, 8 de juliol de 1847 – Florència, 25 de novembre de 1930) fou un filòleg i romanista italià.

## Vida

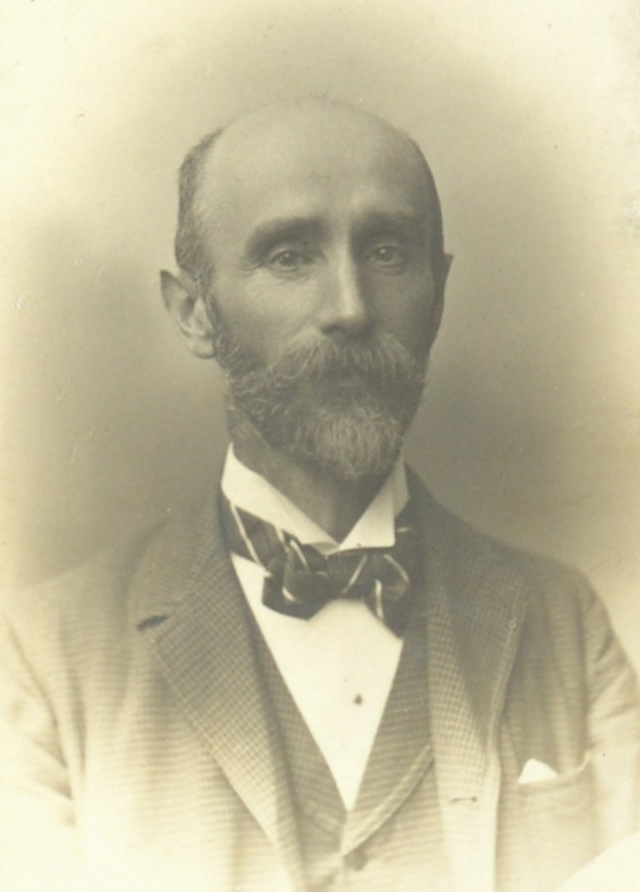
Retrat de Pio Rajna, anterior a 1930

Nasqué a Sondrio, fill d'Eugenio Paolo Rajna i Costanza Simonetta, en una antiga família de la Valtellina. El seu germà petit fou l'astrònom Michele Rajna.
A la Universitat de Pavia fou alumne d'Alessandro d'Ancona, que li va fer conèixer l'obra de Gaston Paris, i després de Domenico Comparetti a la Universitat de Pisa (1864-1868); després dels estudis fou professor d'institut a Mòdena i Milà fins que el 1872 fou cridat per Ascoli a fer de professor de llengües i literatures romàniques a la Universitat de Milà (Accademia scientifico-letteraria) (1872-1882). Després passà a la Universitat de Florència (Istituto di Studi Superiori) (1883-1922), fins a la jubilació i s'hi quedà a viure fins a la seva mort.
Membre de nombroses acadèmies italianes: l'Accademia dei Lincei (des de 1887 membre corresponent, i des de 1907, soci nacional), membre de l'Accademia della Crusca (1908), de la qual fou president de 1924 a 1930, i membre de Accademia delle scienze de Torí (soci corresponent 1886, soci efectiu 1903). Fou soci fundador de la Società Dantesca italiana (1888). I també fou membre d'acadèmies estrangeres: membre corresponent i després associat estranger de l'Académie des Inscriptions et Belles Lettres (1908); membre de la Berliner Akademie.
Fou nomenat senador el 1922 i distingit amb diverses condecoracions italianes.
Pio Rajna es considera un dels grans mestres de la filologia romànica a Itàlia, tal com Gaston Paris o Paul Meyer ho van ser a França o Adolf Tobler o Hermann Suchier a Alemanya.
Entre els temes que estudià hi ha les novel·les de cavalleria italianes, les cançons de gesta franceses, la poesia trobadoresca, Dante, Petrarca, Boccaccio, la narrativa medieval espanyola, etc.
Cal destacar també l'edició del De vulgari Eloquentia i la seva contribució a l'edició de les obres completes de Petrarca.
El 1988 es va fundar a Roma "Centro Pio Rajna. Centro di studi per la ricerca letteraria, linguistica e filologica"; des de 2002 publica un Bollettino.

## Obra
- Ricerche intorno ai Reali di Francia. Bolonya, 1872.[1]
- Le fonti dell'Orlando Furioso. Ricerche e studi. Florència: Sansoni 1875[2] (reedició augmentada 1900; reedició pòstuma augmentada “Ristampa della seconda edizione 1900 accresciuta di inediti a cura e con presentazione di F. Mazzoni”, 1975)
- Le origini dell'epopea francese. Florència: Sansoni, 1884, 1956 (aquesta obra va ser premiada amb el premi Friedrich-Diez, en la primera vegada que s'atorgava).[3]
- L'Orlando innamorato, di Matteo Maria Boiardo. Bolonya: Zanichelli, 1894
- (editor), Dante, Il trattato De vulgari eloquentia. Florència, 1896, (reedició Milà 1965)
- [recull d'escrits seus] La materia e la forma della Divina Commedia. I mondi oltraterreni nelle letterature classiche e nelle medievali, editat per Claudia Di Fonzo. Premessa di Francesco Mazzoni. Florència: Le Lettere 1998
- [recull d'escrits seus] Scritti di filologia e linguistica italiana e romanza, editat per Guido Lucchini. Premessa di Francesco Mazzoni. Introduzione di Cesare Segre, 3 volums. Roma: Salerno, 1998
- Due scritti inediti. Le leggende epiche dei Longobardi, Storia del romanzo cavalleresco in Italia, editat per Patrizia Gasparini. Premessa di Luciano Formisano. Roma, 2004